# Anhidrid
Anhidrid je organska spojina, ki ima dve acil skupini vezani na isti atom kisika. Najpogosteje so to acil skupine, ki izhajajo iz iste karboksilne kisline, formula anhidrida je (RC(O))2O. Simetrične anhidridne kisline te vrste so poimenovane tako, da se imenu karboksilne kisline doda naziv anhidrid. Tako se (CH3CO)2O imenuje anhidrid ocetne kisline. Mešani (ali nesimetrični) anhidridi so na primer ocetna "mravljična" kislina.

## Pomembni anhidridi
Anhidrid ocetne kisline, se v večjih kemiskih industrijah pogosto uporablja za pripravo acetatnih estrov, na primer celuloznega. Anhidrid maleinske kisline je predhodnik smol različnih kopolimerizacij s stirenom.

## Pridobivanje
Anhidridi so pridobljeni v industriji z različnimi sredstvi. Anhidrid ocetne kisline, je v glavnem izdelan s pomočjo karbonizacije metilnega acetata. Pogoji se razlikujejo od kisline do kisline, fosforjevi pentaoksidi lahko predstavljajo skupen dehidracijski agent:  
2 CH3COOH  +  P4O10 →  CH3C(O)OC(O)CH3  +  "(HO)2P4O9"
ali iz kislinskih kloridov:
CH3C(O)Cl  +  HCO2Na  →  HCO2COCH3  +  NaCl
ali ketenov:
RCO2H  +  H2C=C=O   →    RCO2C(O)CH3